# Carcano Mod. 91
Il Càrcano Mod. 91 (fuori d'Italia anche conosciuto come Mannlicher-Càrcano-Parravicino) è stato un fucile a otturatore girevole-scorrevole adottato dal Regio Esercito italiano dal 1891 al 1945.
Adottato in sostituzione del Vetterli-Vitali Mod. 1870/87, è stato l'arma d'ordinanza dell'Esercito italiano sino alla fine della seconda guerra mondiale,  ed utilizzava un piccolo calibro di 6,5 × 52 mm Mannlicher-Carcano.

## Storia
A seguito della scoperta da parte di Paul Marie Eugène Vieille nel 1884 della polvere infume, attraverso la gelatinizzazione della nitroglicerina con una miscela di etere ed alcool, si rese disponibile la possibilità di progettare fucili di calibro minore di quelli fino ad allora adottati. Il Regio Esercito aveva in dotazione i fucili Vetterli-Vitali Mod. 1870/87, Vetterli-Bertoldo Mod. 1870/82 e Vetterli-Ferracciù Mod. 1870/90 nel grosso calibro 10,35 × 47 mm R, con munizioni a polvere nera, di buona qualità, ma resi praticamente obsoleti da questa nuova scoperta.
Gli austriaci, ad imitazione di quanto fatto dai francesi, avevano introdotto in servizio lo Steyr-Mannlicher M1888 in calibro 8 × 50 mm R Mannlicher, mentre i tedeschi adottarono nel 1888 la munizione da 8 x 57 mm sul nuovo fucile GPK, il modello Gewehr 88. All'inizio sembrò anche agli italiani una scelta ragionevole, ma, a seguito di alcuni esperimenti, si decise di adottare un calibro ancora inferiore, da 6,5 mm Carcano, che avrebbe permesso, tra l'altro, alle truppe di trasportare con facilità un maggior quantitativo di munizioni. 
Tale questione era all'ordine del giorno per gli sviluppi delle guerre coloniali, in cui frequentemente le truppe europee rimanevano a corto di proiettili, in aree "selvagge" dove erano pochissime le vie di comunicazione. Anche quando non si era a rischio di rimanere senza proiettili in battaglia si doveva trascurare completamente l'addestramento al tiro non appena si abbandonava la linea di costa o le poche zone servite da ferrovie. Proprio in quel decennio la disfatta di Adua dimostrò quanto questo ragionamento fosse corretto.
Inizialmente si adottò per le munizioni un propellente alla balistite (un composto molto simile a quello adottato più tardi nel 1901 in Gran Bretagna, la cordite), ma poiché diede problemi di eccessiva erosione e di stabilità a temperature estreme, si passò nel 1896 alla solenite. Sia cordite che solenite erano propellenti pensati anche per un impiego coloniale, a differenza dei propellenti tedeschi, austro-ungarici, statunitensi e russi, in sé più potenti e funzionali, ma instabili in climi caldi e umidi.
Inoltre si notò che nella canna, sottoposta ai forti attriti dei proiettili col nuovo propellente, si tendeva ad usurare la rigatura e, inoltre, i proiettili perdevano a volte la camiciatura. Si decise, quindi, di adottare, per la prima volta al mondo in un fucile d'ordinanza, il sistema (inizialmente coperto da segreto militare) della rigatura progressiva, cioè di una rigatura elicoidale che riduceva il passo tra culatta e vivo di volata. La paternità della progettazione della canna è attribuita al segretario della Commissione maggiore Pietro Galelli, anche se fonti giornalistiche l'attribuirono al generale Vincenzo Muricchio.
La Commissione delle Armi Portatili della Scuola di Tiro di Fanteria di Parma, incaricata di studiare un nuovo fucile, dopo una prima tornata di prototipi presentati da ditte estere, si convinse ad includere nella progettazione dello stesso anche le fabbriche d'armi dello Stato, i cui tecnici avevano già dato buoni esempi di ingegno e avevano già all'attivo diversi brevetti. Le opzioni preferite tra quelle presentate dai vari concorrenti erano tra un sistema ad otturatore girevole-scorrevole stile Mauser, oppure uno a otturatore scorrevole stile Mannlicher. 
Il fucile scelto definitivamente dalla Commissione fu sviluppato da Salvatore Carcano della Regia Fabbrica d'Armi di Torino con la collaborazione del generale Parravicino dell'arsenale di Terni e adotta un'azione ad otturatore girevole scorrevole stile Mauser (con sistema di sicura Carcano) e il sistema di caricamento stile Mannlicher, a lastrina. Il Fucile Mod. 91, venne così adottato formalmente il 29 Marzo 1892.
Il sistema Mod. 91, poi declinato in numerosi modelli differenti di fucili e carabine (moschetti), servì nella Guerra di Abissinia, nella prima guerra mondiale e nella seconda guerra mondiale, oltre che in vari conflitti coloniali. Il sistema d'arma è rimasto in servizio attivo nelle forze armate italiane fino al 1959, poi rilegato a servizi secondari. La Polizia di Stato ha impiegato la versione Moschetto Mod. 91 per T.S. fino agli anni novanta per il lancio, tramite apposito tromboncino, di granate fumogene nelle operazioni di ordine pubblico.
Dopo l'armistizio di Cassibile, i tedeschi si impadronirono di grandi quantità di Mod. 91 di preda bellica, che diventarono il fucile più diffuso tra le truppe del Volkssturm. Nella guerra civile in Libia del 2011, Carcano residuati del periodo coloniale sono stati utilizzati dalle forze ribelli contrarie a Gheddafi, a 120 anni esatti dall'entrata in servizio del primo modello.

## Modelli e varianti

### Fucile Mod. 91

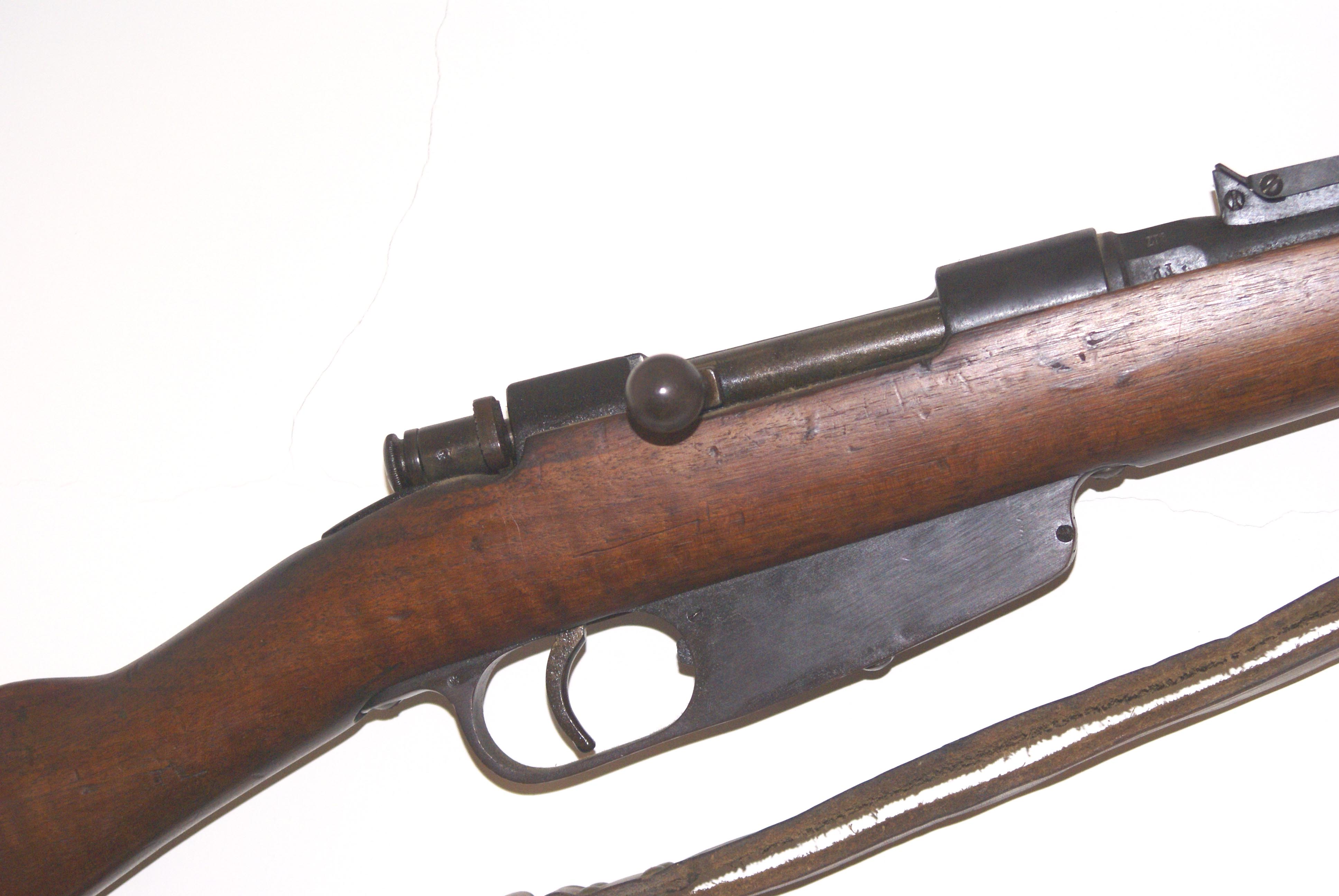
Particolare dell'otturatore ed il serbatoio per le cartucce, posto davanti al ponticello del grilletto

La gara, indetta tra le fabbriche d'armi nazionali, vide vincitore il modello presentato da Salvatore Carcano, molto simile a quello offerto dalla ditta Mauser ma semplificato, mentre per il sistema di caricamento la spuntò quello Mannlicher a pacchetto del Fucile Mod. 1888 ("di commissione") tedesco.
Il 29 marzo 1892 il Regno d'Italia adottava ufficialmente il Fucile Modello 1891 come arma di fanteria in sostituzione del Vetterli-Vitali.
La canna, a rigatura destrorsa progressiva a 4 rilievi, aveva un diametro interno di 6,5 mm tra i pieni e 6,8 mm tra i vuoti della rigatura. Il passo della rigatura era di 578,5 mm in culatta e di 201,5 mm verso la volata. Era lunga 780 mm, dei quali 706 mm rigati, con profilo esterno leggermente troncoconico. Una ghiera in volata portava il mirino su incastro a coda di rondine, mentre su uno zoccolo più vicino alla culatta era fissato l'alzo. Posteriormente la canna terminava con un ingrossamento ad otto facce e con una filettatura, tramite la quale era avvitata a caldo al blocco di culatta.
La culatta presentava internamente le scanalature per lo scorrimento dell'otturatore e superiormente la fenestratura per l'inserimento del pacchetto caricatore e per l'espulsione dei bossoli spenti. L'otturatore era formato da un corpo cilindrico con manubrio dritto ed estrattore, dal percussore con la sua molla, dal cane e dalla sicura "Carcano" a tubetto con nasello; questa veniva inserita ruotandola di 90°, in modo che il tubetto decomprimesse la molla del percussore, mentre il nasello si interponeva sulla linea di mira, avvisando il soldato della sicura inserita.
Dopo lo sparo, si agiva sul manubrio ruotandolo di 90°, in modo che i tenoni della testa dell'otturatore disimpegnassero le scanalature della culatta, e lo si arretrava; in questo modo l'estrattore trascinava con sé il bossolo spento, che urtando sull'espulsore veniva proiettato fuori. La molla dell'elevatore del caricatore spingeva in alto i proiettili rimasti nella piastrina, mentre questa rimaneva vincolata dall'apposito dente. Riportando avanti l'otturatore, questo prelevava una nuova cartuccia e la incamerava, comprimendo la molla del percussore, mentre il cane rimaneva in posizione arretrata perché incontrava il dente di scatto del bilanciere. Agendo una rotazione inversa alla precedente si mandava in chiusura l'otturatore e l'arma era pronta a sparare di nuovo.
Il congegno di scatto era costituito dal bilanciere, sul quale erano imperniati il grilletto, l'espulsore con la sua molla ed il dente di ritegno dell'otturatore. Premendo il grilletto, il bilanciere si abbassava ed il suo dente di scatto disimpegnava il cane, che richiamato dalla molla si abbatteva sul percussore.
Il serbatoio era di tipo "en bloc", cioè faceva parte dell'arma e non poteva essere estratto, e comprendeva il ponticello del grilletto, l'elevatore e la sua molla ed il dente di ritegno della piastrina con relativo pulsante di sgancio zigrinato sporgente all'interno del ponticello, davanti al grilletto. La scatola-serbatoio inoltre era fresata dal pieno, per garantire la massima robustezza possibile in quanto un suo eventuale danneggiamento avrebbe potuto impedire l'alimentazione. Le cartucce venivano tenute insieme ed inserite nel serbatoio tramite un "pacchetto-caricatore" a piastrina della capacità di sei colpi, che portava anche le labbra di alimentazione. Queste ultime garantivano la resistenza elastica per l'inserimento della munizione in canna e l'aggancio del rim da parte dell'estrattore, e infatti le armi modello '91 non possono essere alimentate con cartucce sfuse (a differenza dei sistemi mauser a serbatoio e non mannlicher a piastrine) ma solo tramite piastrine. La piastrina vuota infine cadeva automaticamente dall'apertura inferiore del serbatoio quando veniva camerata l'ultima munizione. Inoltre il pacchetto-caricatore era simmetrico, a differenza degli originali Mannlicher, e non aveva un verso di inserimento.
La cassa era in legno di noce, frassino o faggio ed era fissata alla canna da una vite, da una fascetta e dal bocchino; superiormente era completato da un copricanna che si estendeva dal congegno d'alzo alla fascetta; il calcio era protetto da un calciolo in lamiera. La cinghia di trasporto si fissava alle magliette sotto la fascetta e sul bordo inferiore della pala del calcio. L'attacco della sciabola-baionetta era situato sul bocchino, sotto il canale della bacchetta nettatoia. L'arma era dotata di un alzo a quadrante con alette con due linee di mira fisse (da combattimento) a 450 m (abbattuto) e 300 m (rovesciato), e mire regolabili da 600 a 2000 m con tacche ogni ettometro.

### Moschetto Mod. 91 "per Cavalleria"
Il Fucile Mod. 91 era troppo lunga per l'uso nella cavalleria, che utilizzava il Moschetto Vetterli Mod. 1870 da Cavalleria. Nel 1893 venne dunque progettato un nuovo modello decisamente più corto e leggero (910 mm e 3,16 kg), con canna da 451 mm, chiamato ufficialmente Moschetto Mod. 91 (comunemente chiamato anche "per cavalleria"). Il moschetto presentava inoltre un alzo a quadrante con alette tarato da 300 a 1500 m, era (all'inizio) privo di copricanna ed aveva una baionetta a sezione triangolare e ripiegabile incorporata sotto la canna. Differiva inoltre per il manubrio dell'otturatore piegato, mentre la bacchetta nettatoia, in due elementi, era riposta in un foro nella pala del calcio, accessibile da uno sportellino a molla sul calciolo. Questo modello venne anche assegnato ai Carabinieri Reali, ai Bersaglieri ciclisti, alla vigilanza della Regia Aeronautica, ai reparti paracadutisti libici ed alla MVSN.

#### Moschetto Mod. 91 per Moschettieri del Duce
I Moschettieri del Duce, corpo scelto della MVSN per la guardia personale del Duce, ricevette il Moschetto Mod. 91 per Moschettieri del Duce, che differiva dal modello classico per cavalleria solo per le rifiniture. La cassa infatti era in noce o legno di faggio dipinto di nero. La canna, la baionetta a spiedo pieghevole e la culatta conservavano la normale brunitura, ad eccezione di un'incisione cromata sulla culatta riproducente un fascio littorio e la parola DUX. Invece l'otturatore, il calciolo, la maglietta della cinghia, il serbatoio ed il bocchino erano cromati.

#### Moschetto Mod. 91 per il Duca d'Aosta
Nel 1939 la Beretta produsse 100 Moschetti Mod. 91 speciali per la scorta personale Viceré d'Etiopia Amedeo di Savoia, Duca d'Aosta. Queste armi, indicate come Moschetti Mod. 91 per il Duca d'Aosta e contrassegnate dalle matricole da C8000 a C8100, differivano dal modello per cavalleria esclusivamente per le ricchissime decorazioni realizzate dalla gioielleria Calderoni di Milano. La culatta era placcata in oro e finemente cesellata. Dorati erano anche il grilletto ed il pulsante di sblocco della baionetta. Quest'ultima e l'otturatore erano nichelati. La canna, l'alzo ed il serbatoio erano bruniti ed i fianchi di quest'ultimo erano lavorati con motivi geometrici. La cassa, in noce, presentava sul fusto degli intarsi floreali in oro, mentre sulla pala del calcio era riportata una placca metallica riproducente la lettera iniziale "A" di Amedeo sormontata dalla corona del Duca di Aosta e da decorazioni floreali. Delle 100 carabine realizzate, circa una quarantina sono sopravvissute. Molte sono sparse nei musei del Commonwealth delle nazioni, dopo che le truppe dell'impero britannico conquistarono l'Africa Orientale Italiana e catturarono il Duca. In Italia sono in circolazione 4-5 esemplari, dei quali uno è conservato nel museo della Beretta.

### Moschetto Mod. 91 TS
Per i genieri e gli artiglieri (ma anche successivamente per la Guardia di Finanza, i graduati di truppa, la sussistenza alpina, la Regia Marina e la Milizia forestale) venne adottato un ulteriore modello, chiamato Moschetto Mod. 91 per Truppe Speciali, anche chiamato Moschetto Mod. 91 TS. Nonostante fosse simile in lunghezza e peso a quello per cavalleria, non era dotato di baionetta incorporata e il suo aspetto era più simile a quella del fucile Mod. 91. La canna era lunga 445 mm e montava lo stesso alzo del Moschetto Mod. 91. Il fusto della cassa era più lungo che in quest'ultimo ed arrivava 8 cm dalla volata. Il copricanna e la fascetta erano invece quelli del Fucile Mod. 91, con la bacchetta ugualmente in un sol pezzo inserita nel fusto e bloccata sul bocchino. Il bocchino inizialmente presentava un supporto peculiare per la sua baionetta, a semiluna trasversale rispetto alla canna; dal 1920 però, per standardizzare le forniture, venne usato il bocchino e la baionetta del Fucile Mod. 91. Il TS presentava un attacco aggiuntivo per la cinghia di trasporto sul lato sinistro della cassa, che consentiva un più agevole trasporto in tracoll'arm; esso era costituito da una maglietta sul lato sinistro del fusto della cassa e da un traversino inserito a ponte su un incavo ricavato sul lato sinistro della pala del calcio.

#### Moschetto Mod. 91 TS per CC.RR.-Guardie del Re
Il Moschetto Mod. 91 TS per Carabinieri Reali-Guardie del Re si differenziava dal Mod. 91 TS per la baionetta e per le rifiniture. La baionetta era del tipo a ghiera (detta anche "a spiedo" o "alla Vauban"), simile a quelle settecentesche. La lama era a sezione quadrangolare, lunga 382 mm ed unita da un gomito ad un manicotto, che poteva essere inserito sulla volata del moschetto in entrambi i sensi, in modo da avere o la baionetta inastata (disassata sul lato destro della canna) o la lama sotto il fusto, in un apposito canale. Il manubrio dell'otturatore, il nasello della sicura a tubetto, il serbatoio, il bottone e lo zoccolo dell'alzo, il bocchino, il bordo del canale per la baionetta sul fusto e la maglietta erano dorati. La cassa era in noce ed era più lunga che sul TS normale, arrivando 7 cm dalla volata.

### Moschetto Mod. 91/24
Dopo la Grande Guerra, rimanevano in arsenale un gran numero di Fucili Mod. 91 in cattive condizioni.  Si decise quindi di convertire parte dei Fucili Mod. 91 in moschetti, che avrebbero potuto essere impiegati negli stessi ruoli dei Mod. 91 TS non più in produzione dal 1919. Tale arma prese il nome di Moschetto Mod. 91/24 e presentava forti analogie con il Moschetto Mod. 91 TS. La canna veniva tagliata nella parte centrale, la parte anteriore veniva inserita nella culatta, raggiungendo così la lunghezza complessia di 452 mm e una nuova camera di cartuccia veniva fresata. L'alzo fu ricavato da quello del Fucile Mod. 91, con una nuova taratura da 300 a 1500 m. La condizione economica dell'Italia era pessima, per cui si cercò di riutilizzare tutte le parti possibili dei vecchi Mod. 91, senza gettare via nulla, arrivando a eseguire particolari riparazioni. L'arma venne impiegata negli stessi ruoli dei Mod. 91 TS e ne seguì le stesse disposizioni riguardo agli attacchi delle cinghie.

### Moschetto con Tromboncino mod. 28, "91/28"
Nel 1928, con la ripresa della produzione del Moschetto Mod. 91 per truppe speciali, venne realizzato anche il Moschetto con tromboncino Mod. 28 o colloquialmente "91/28", che accoppiava al Moschetto mod. 91 per T.S., adeguatamente modificato, un trombocino lanciagranate. L'arma base era il Mod. 91 TS, modificato nel fusto per accogliere sul lato destro i supporti del trombocino e nell'alzo; questo presentava sul quadrante una seconda tacca, a destra di quella per il moschetto, con fermi a 100, 150 e 200 metri; essendo la linea di mira decentrata a destra, a metà canna una fascetta sosteneva un mirino laterale per il lanciagranate. Il serbatoio accoglieva un braccio che connetteva il grilletto con il gruppo di scatto del trombocino.

#### Tromboncino Mod. 28
Era un dispositivo per il lancio di granate da fucile. La canna era ad anima liscia in calibro 38,5 mm e presentava inferiormente un fermo a molla per il blocco della granata, che veniva caricata dalla bocca. La camera di scoppio, avvitata alla canna anteriormente ed alla culatta posteriormente, era internamente chiusa, ad eccezione di quattro forellini che la mettevano in comunicazione con la canna. La culatta era identica a quella del moschetto, in quanto utilizzava l'otturatore smontato ogni volta da questo, ed ospitava il sistema di scatto, protetto da una scatola in lamiera e connesso da un braccio al grilletto del moschetto. Passato l'otturatore sul trombocino, veniva caricata la granata, bloccata dall'apposito ritegno; veniva inserita manualmente una normale munizione Mod. 91/95 nella camera di scoppio e portato in chiusura l'otturatore. Tirando il grilletto del moschetto, il braccio faceva scattare il cane dell'otturatore e faceva esplodere la cartuccia. Mentre la pallottola veniva bloccata sul fondo della camera di scoppio, i gas di sparo passavano attraverso i forellini alla canna, causando la propulsione della granata. Aprendo ed arretrando l'otturatore veniva estratto il bossolo e cadeva la pallottola. Il tromboncino non diede i risultati sperati, fu quindi eliminato e non sostituito da sistemi più moderni, a differenza di quanto avveniva in quegli stessi anni in Francia e in altre nazioni straniere.

### Fucile Mod. 91/38, Moschetto Mod. 91/38 e Moschetto Mod. 91/38 TS calibro 7,35mm
Nella prima guerra mondiale e nelle campagne di polizia coloniale nella Libia italiana la munizione Mod. 91/95 da 6,5 mm si era dimostrata fin troppo penetrante e, se non colpivano parti letali, l'effetto balistico terminale non era tale da procurare nel nemico ferite eccessivamente invalidanti. L'esperienza della guerra d'Etiopia dimostrava inoltre che le caratteristiche balistiche della munizione erano ormai inferiori a quelle delle altre nazioni, con prestazioni scadenti soprattutto nelle mitragliatrici. Fin dal 1935 il colonnello Giuseppe Mainardi fu incaricato di studiare una nuova munizione e nel 1938 si arrivò quindi all'adozione di nuove munizioni 7,35 × 51 mm a nitrocellulosa pura, mentre nel frattempo il maggiore Roberto Boragine ed il generale Federico Capaldo vennero incaricati di progettare un fucile che utilizzasse il nuovo calibro e potesse recuperare anche le scorte esistenti: gli arsenali, infatti, erano ancora pieni di vecchi Fucili Mod. 91, alcuni con la canna usurata. Questo nuovo progetto prese il nome di Fucile Mod. 38, un'arma sensibilmente più corta dell'originale Fucile Mod. 91 (1020 mm). La canna era lunga 538 mm, dei quali 475,5 con rigatura destrorsa a passo costante di 240 mm; l'anima della canna era rialesata per ottenere il calibro tra i pieni di 7,35 mm e 7,63 tra i solchi; esternamente invece si distingueva per il manicotto terminale sfaccettato reso troncoconico con appropriata lavorazione. La camera di cartuccia richiedeva invece modifiche più lievi, in quanto il bossolo del nuovo calibro non differiva troppo dal 6,5. Il manubrio dell'otturatore era piegato in modo da ridurre l'ingombro e l'alzo era sostituito da una tacca di mira fissa a 200 m, semplificando così anche l'addestramento dei fanti. Il sistema di caricamento, il serbatoio e le piastrine erano le stesse del 6,5 mm e non subivano modifiche. La cassa, che per le modifiche necessarie non poteva essere recuperata ma doveva essere prodotta ex novo, presentava una scanalatura per lato per migliorare la presa, mentre la bacchetta nettatoia, in tre elementi svitabili, prendeva posto nell'apposito scomparto nel calcio. La sciabola-baionetta Mod. 91 fu sostituita da un pugnale-baionetta staccabile e pieghevole, la cui lama ripiegata veniva accolta da una scanalatura del fusto.
Insieme al fucile, vennero riciclati anche i moschetti, portando ai Moschetto Mod. 91/38 e Moschetto Mod. 91/38 per truppe speciali, ricalibrati entrambi a 7,35 mm con rigatura a passo fisso e tacca fissa a 200 m. Nei primi, a parte queste modifiche alla canna, i fornimenti e le rifiniture erano praticamente le stesse dei rispettivi modelli in calibro 6,5 mm. Il Moschetto per TS subiva le stesse modifiche alla canna ed all'alzo. Le casse prodotte ex novo avevano i soli attacchi centrali per la cinghia di trasporto, mentre le casse riciclate avevano il doppio attacco, centrale e laterale.
Allo Scoppio della Seconda Guerra Mondiale, essendo ancora lontani dalla completa conversione al nuovo modello, la produzione si fermò a 285.000 pezzi, la maggior parte di essi venne ritirata dal servizio nel timore che il doppio munizionamento creasse confusione nell'approvvigionamento. Gli esemplari rimanenti equipaggiarono truppe di seconda linea e la Milizia Volontaria per la Sicurezza Nazionale. Delle armi ritirate, 94.500 furono consegnate all'esercito finlandese nella primavera 1940, che le impiegò contro i russi nella guerra di continuazione.
Per facilitare gli studiosi e i collezionisti, in alcuni testi i fucili e moschetti camerati 7,35 mm vengono indicati semplicemente come Mod. 38, mentre per i successivi ricalibrati in 6,5 mm si parla di 91/38.

### Fucili e moschetti Mod. 91/38 calibro 6,5mm
Nel 1940 l'Italia entrava in guerra e per problemi di tempistica, di logistica e di reperibilità delle nuove munizioni da 7,35 mm si ritornò al classico calibro da 6,5 mm. La produzione bellica degli armamenti riprese quindi nel vecchio calibro 6,5 mm. I nuovi fucili, denominati Mod. 91 cal. 6,5, mantennero però le soluzioni elaborate per il Mod. 38, ovviamente con canne del vecchio calibro, e si affiancarono ai vecchi Fucili mod. 91 (ridistribuiti alle unità impiegate in quanto pronti e disponibili) come l'arma lunga standard per i fanti italiani della seconda guerra mondiale. Spesso sono indicati semplicemente come Mod. 91/38, senza indicazione del calibro, preferendo per i predecessori in 7,35 semplicemente la denominazione Mod. 38. Il Fucile Mod. 91/38 conservava gli accorgimenti del Mod. 38 (cassa, manubrio piegato, canna accorciata, passo costante, pugnale-baionetta), ma le diverse caratteristiche balistiche del 6,5 mm portarono alla riduzione del passo di rigatura da 240 mm a 215 mm e, di conseguenza, alla reimpostazione della tacca di mira fissa da 200 m a 300 m. Alcuni esemplari erano accoppiati con la vecchia sciabola-baionetta, che comunque era intercambiabile con il pugnale-baionetta.
La versione Moschetto (per Cavalleria) riprendeva fedelmente le soluzioni dei predecessori, tranne che per la canna, per la quale fu riadottata la rigatura progressiva, con passo di 390 mm all'inizio e di 195 mm alla fine, e per la tacca di mira fissa a 300 m. Fu adottato definitivamente il sistema di sgancio a pulsante per la baionetta.
Anche il Moschetto Mod. 91/38 per TS era un diretto derivato del Mod. 91 TS. Anche qui si tornava alla canna a rigatura progressiva e tacca fissa a 300 m ed alla cassa con i soli attacchi centrali per la cinghia. Come sui TSM, per razionalizzare la produzione il bocchino portava l'attacco per la sciabola-baionetta Mod. 91 invece che per la sciabola-baionetta per TS dedicata.
Il Mod. 91/38 per Cav., con un milione di esemplari di nuova produzione, fu l'arma lunga più prodotta durante la seconda guerra mondiale, e venne fornita alle truppe di supporto più disparate, come mitraglieri, autieri, artiglieri, squadre mortai e dipendenti dell'intendenza. Nello stesso periodo bellico la produzione del Mod. 91/38 TS si attestò sui 200 000 esemplari e quella del Fucile Mod. 91/38 sui 600 000. Furono queste stesse armi in calibro 6,5 mm a rimanere in servizio nelle forze armate della Repubblica Italiana e con la Polizia di Stato fino agli anni novanta.

### Fucile Mod. 91/41
Il Fucile Mod. 91/41, ultimo sviluppo del 91, fu realizzato durante la seconda guerra mondiale per avere un'arma moderna capace di sfruttare al massimo le potenzialità della cartuccia Mod. 91/95 6,5x52, la quale richiedeva una canna di almeno 650mm. Calibrato in 6,5 mm, questo fucile abbandona le modifiche introdotte con il Mod. 38 ed assomiglia molto al primo Mod. 91. La lunghezza è di 117,5 cm, solo 8 cm più corto del primo Carcano, del quale riprende anche l'originale, lunga, sciabola-baionetta Mod. 1891 ed il manubrio dell'otturatore diritto. L'alzo a quadrante con alette è tarato da 300 a 1.000 m, con inoltre una mira fissa da combattimento tarata a 200 m. Nonostante i problemi di ingombro e la ridotta maneggevolezza, il fucile si dimostrò affidabile quanto il suo predecessore. 
La narrazione popolare sosterrebbe che questo fucile sia stato creato per equipaggiare le divisioni alpine dell'ARMIR inviate in Unione Sovietica, ma non ci sono prove fotografiche o documentali che ne attestino la consegna a forze inviate nel teatro russo. D'altro canto abbiamo un documento redatto dallo Stato Maggiore nel Marzo 1943 che riporta: "Il Fucile mod.91/41, cal. 6.5 [...] è stato realizzato per sostituire il Fucile mod.91. [...] Bisogna ancora determinare a quale unità distribuirlo."
A titolo sperimentale, otto esemplari di questo modello furono riprogettati intorno al calibro 8 × 59 mm RB Breda.

### Moschetto Mod. 38 e Moschetto Mod. 38 per TS calibro 7,92mm
Durante la seconda guerra mondiale i tedeschi, oltre ad impiegare largamente i normali Mod. 91 in 6,5 mm di preda bellica, nel 1945 iniziarono la conversione di Fucili Mod. 91/41 e di tutte le versioni Mod. 38 e Mod. 91/38 nel calibro d'ordinanza della Wehrmacht 7,92 × 57 mm Mauser. Furono incaricate la ditta "Heinrich Krieghoff" di Klagenfurt, in Carinzia, la Fabbrica Nazionale d'Armi di Brescia e la fabbrica "12" di Vipiteno, allestita dalla Krieghoff nella caserma "Gondar", che reimpiegava i macchinari dell'Armaguerra di Cremona.
Dal punto di vista tecnico, la canna di moschetti e fucili veniva rialesata a 7,92 mm; poiché il bossolo del Mauser era più grosso e lungo, si provvedeva a rialesare anche la camera di cartuccia mentre la testa dell'otturatore veniva leggermente fresata per accogliere comodamente il nuovo fondello. Anche la cassa venne rinforzata con uno (Krieghoff) o due (F.N.A.) traversini passanti per sopportare la maggiore sollecitazione allo sparo.
La piastrina di caricamento venne modificata dalla F.N.A. per accogliere solo cinque cartucce 8x57 invece delle sei in 6,5x52, e nel ponte anteriore di culatta venne fresato un'unghiatura per favorire il passaggio delle ogive più lunghe delle munizioni tedesche. Viene riportata anche una lettera "S" incisa sul ponte anteriore di culatta.
In alcuni casi le modifiche, per ragioni di tempistiche pratiche, non riguardarono il serbatoio, che venne semplicemente escluso con l'interposizione di un tacco di legno, specialmente nei modelli convertiti dalla Krieghoff. Si ottennero così circa 15.000 fucili monocolpo, che furono distribuiti alle truppe di seconda linea ed alle forze di polizia del Tirolo.
Nel dopoguerra la Fabbrica Nazionale Armi di Brescia (F.N.A.), insieme alla Franchi, continuò la conversione di Mod. 38 e Mod. 91/38 per il mercato arabo. Oltre alle modifiche alle canne, la F.N.A., come accennato, provvide a modificare anche il sistema di ripetizione, tramite l'utilizzo di piastrine da 5 colpi, oltre ad aggiungere un secondo vitone di rinforzo all'impugnatura. Le modifiche risulta abbiano riguardato circa 10.000 unità.

## Le baionette

### Sciabola-baionetta Mod. 1891
La sciabola-baionetta per Fucile Mod. 91 è una lama d'acciaio lunga 30 cm, con filo e controfilo e sguscio a profilo rettangolare su entrambi i lati. La guardia è a crociera, larga 9 cm, con un braccio terminante in un pomello sferico, mentre l'altro braccio presenta all'estremità un anello di 1,8 cm di diametro esterno ed 1,3 di diametro interno che impegna la volata quando la baionetta è inastata. L'impugnatura ha guancette lisce, in legno, fissate da due rivetti. Il pomolo presenta una scanalatura longitudinale a T lunga 3,5 cm, che funge da guida per il fermo della baionetta posto sotto al bocchino del fucile, ed il piolo trasversale a molla di blocco. Per liberare la baionetta si agisce su un pulsante sul lato destro del pomolo dell'impugnatura, che spinge fuori dalla scanalatura l'estremità del piolo, permettendo così di sfilare anteriormente la baionetta. L'arma in totale misura 41 cm e non subì sostanziali modifiche nella sua carriera, fermo restando le lievi differenze di rifinitura e materiali contingenti. Sulla base della lama è solitamente presente il nome della fabbrica, mentre sulla crociera è punzonata la matricola e l'anno di produzione.
Durante la Grande Guerra vennero prodotte delle baionette "Ersatz", ovvero semplificate per economizzare materie prime e velocizzare la produzione. Queste potevano essere completamente metalliche, fuse in un sol pezzo, oppure formate da un manico metallico tubolare sul quale erano innestate lame di recupero dei vecchi fucili Vetterli.
Il fodero è derivato da quello per la sciabola-baionetta del fucile Vetterli-Vitali Mod. 1870/87. È stato prodotto in quattro versioni: due in cuoio con finimenti rispettivamente in ottone o in ferro; due metallici, rispettivamente con tre nervature di rinforzo e senza nervature. La cappa, in ottone o ferro, presenta un gancio avvitato, che va ad incastrarsi nell'apposita asola della taschetta portabaionetta. La parte tubolare, in cuoio o metallo, termina con un puntale metallico a cresta fissato da due coppiglie.

### Sciabola-baionetta Mod. 1891 da Moschetto per Truppe Speciali
Introdotta nel 1897, è chiamata anche Baionetta Modello 1891/97 ed è una variante della precedente baionetta per Fucile. Lama, guardia ed impugnatura sono identiche al Mod. 1891, mentre la differenza sostanziale sta nel sistema di bloccaggio al bocchino. La scanalatura a T è trasversale rispetto al manico ed il piolo di bloccaggio disposto longitudinalmente, con il pulsante tondeggiante che sporge dalla testa del pomolo. Per innestare la baionetta quindi si impegna con l'anello dell'elsa la volata della canna, poi la si ruota verso sinistra fino ad incontrare il fermo.
I foderi sono gli stessi del Mod. 1891.

### Baionetta per Moschetto Mod. 91 Cavalleria

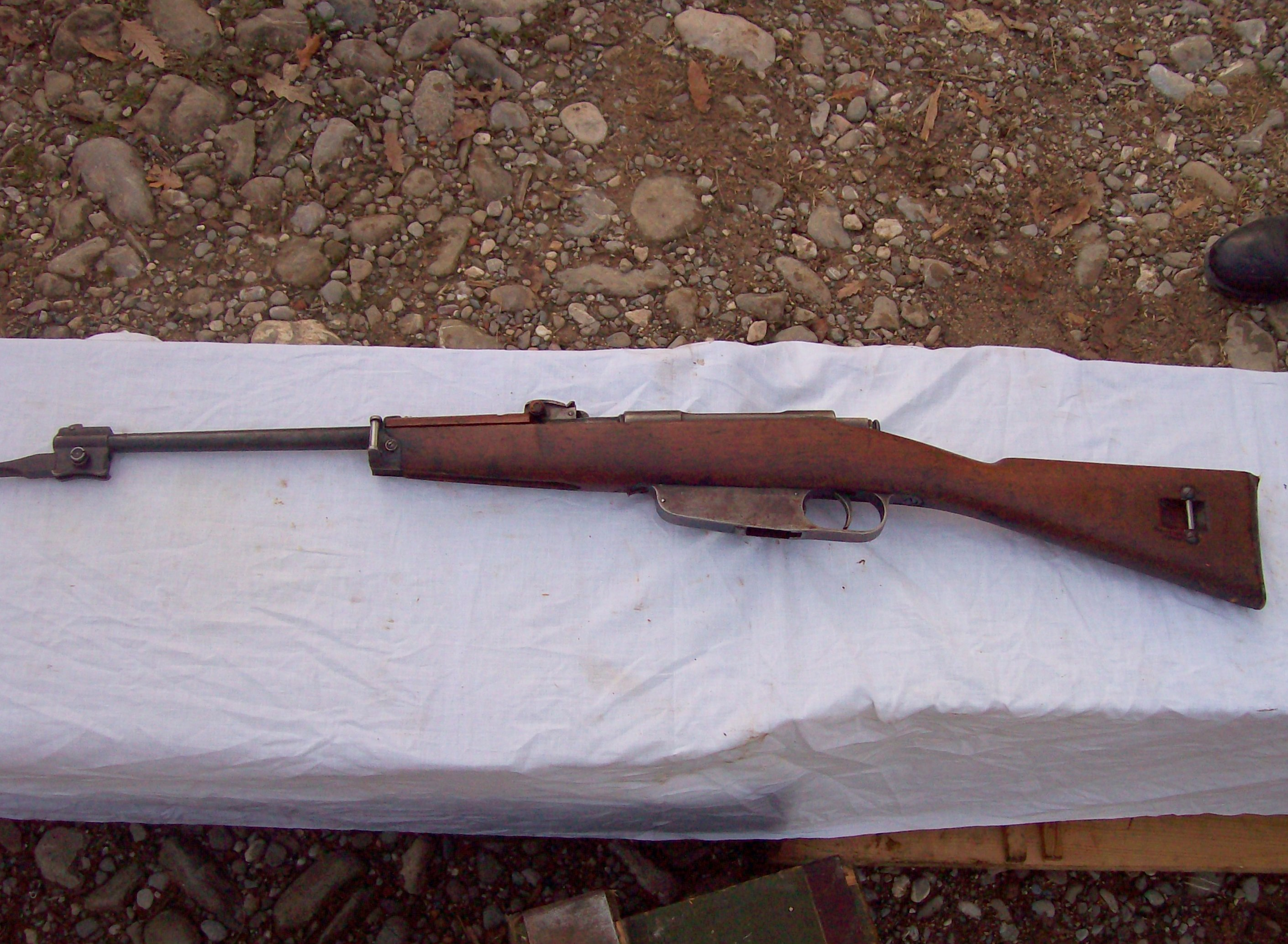
Moschetto 91/38 Cavalleria

Il Moschetto Mod. 91 detto "per cavalleria" era munito di baionetta a spiedo inamovibile e ripiegabile, incernierata su una braca fissata alla volata. La lama, a sezione a T, ha i tre fili smussati ed è progettata per la sola azione di punta. Essa ha due posizioni obbligate, ripiegata ed estesa; quando ripiegata all'indietro è alloggiata in un apposito canale nel fusto della cassa. Il primo sistema di bloccaggio era costituito da un ritegno a molla che si incastrava in due apposite tacche sulla braga, una davanti ed una dietro, che bloccavano la baionetta rispettivamente in posizione estesa e ripiegata. Nel 1916 venne adottato un sistema di sgancio a Leva, poi sostituito nel 1936 da un sistema di sgancio a Bottone, che sarà mantenuto anche sulla versione Moschetto del Carcano Mod. 38 e Carcano Mod. 91/38.

### Pugnale-Baionetta Mod. 1938
Prodotta per il Carcano Mod. 38 versione Fucile e mantenuta sul Mod. 91/38 in calibro 6,5 mm, si tratta di una innovativa baionetta a serramanico. L'impugnatura, con guancette in legno, ha un'elsa con un solo braccio, terminate con l'anello di vincolo alla volata del fucile. Il pomolo presenta la scanalatura longitudinale a T come la baionetta Mod. 1891, con il piolo che sul primo modello è sbloccato da una levetta zigrinata, mentre successivamente si adottò un pulsante identico al sistema dalla Mod. 1891. La lama è incernierata sull'elsa e, bloccata da un pulsante, si ripiega nell'apposita scanalatura dal manico ma non completamente. Infatti circa metà lama sporge dal pomolo, trasformando quindi la baionetta in un corto pugnale. L'arma poteva essere tenuta ripiegata anche quando inastata, in quanto la lama sporgente veniva accolta in un'apposita scanalatura sul fusto della cassa del fucile.
Entro la fine del 1939, probabilmente per problemi di resistenza meccanica e di difficoltà produttive, la lama sui nuovi esemplari fu resa fissa.
Tale baionetta è adottata anche dal Beretta MAB 38.
Il fodero di tale baionetta è completamente metallico e fu prodotto in tre versioni: una con nervature di rinforzo con passante diagonale per la cintura, una seconda senza nervature e sempre con passante diagonale ed una terza con gancio a vite per normale taschetta portabaionetta.

## Modelli derivati

### Ilmoschetto balilla

Un esemplare di Moschetto Balilla con baionetta a punteruolo ripiegata

Durante il ventennio fascista, dal Carcano-Mannlincher mod. 1891 per cavalleria fu ricavato il moschetto Balilla, una riproduzione quasi identica, ma in scala ridotta, destinata all'addestramento all'uso delle armi della gioventù italiana della futura società fascista. Il moschetto Balilla era dotato di baionetta a punteruolo ripiegabile, a punta smussata per renderla inoffensiva.
Si stima che, tra il 1930 e il 1940, ne siano stati prodotti circa 30.000 esemplari. Un certo numero fu portato in patria da soldati statunitensi impegnati in Italia. Nonostante tali cifre, il fucile, noto negli Stati Uniti come Youth Italian Carbine (YIC), è considerato piuttosto raro dai mercato collezionisti. Ancor più rare sono le speciali pallottole a salve, oggetti da collezione preziosi e ricercati.

### Carcano "Type I"
Tra i fucili impiegati dai Giapponesi nel corso della seconda guerra mondiale vi fu anche il cosiddetto Type I, derivato dai Modello 91 in dotazione alle truppe italiane; Il Giappone stava cercando di migliorare i propri rapporti diplomatici con l'Italia fascista tramite accordi commerciali, tra cui vennero richiesti 130.000 fucili per armare il nuovo stato cliente del Manchukuo, sottoposto al controllo di Tokyo. Alla fine delle trattative, nel Gennaio del 1939, venne avviata la produzione di 120,000 fucili, con canne prodotte dall'Arsenale di Terni, ed armi montate dall'Arsenale di Gardone Val Trompia, dalla Beretta e dalla F.N.A. di Brescia. le armi arrivarono in giappone entro il Marzo 1940 (prima dell'ingresso in guerra dell'Italia), e vennero distribuite a unità collaborazioniste, a forze di controllo del territorio e ad unità addestrative della Marina Imperiale Giapponese. La maggior parte dei Tipo I fu catturata dagli americani nelle isole del pacifico e nelle Filippine.

## Nella cultura di massa

### Utilizzo nell'omicidio Kennedy

Il moschetto Mod. 91/38 con il quale Oswald uccise il presidente. L'arma (matricola C2766) è conservata nel National Archives and Records Administration Building nel Maryland

Il fucile Carcano Mod. 91 modificato da Boragine e Capaldo è stato anche protagonista di un evento storico, l'assassinio di John Fitzgerald Kennedy, avvenuto il 22 novembre 1963 a Dallas nel Texas: in quell'occasione, l'attentatore Lee Harvey Oswald uccise John Kennedy, presidente degli Stati Uniti d'America con un Fucile Mod. 91/38 dotato di ottica civile giapponese 4x18.
Questa curiosità è stata citata nel film Full Metal Jacket di Stanley Kubrick, durante un discorso del sergente istruttore Hartman ai cadetti in cui elogiava l'abilità di Lee Harvey Oswald nell'utilizzo di un'arma tanto antiquata, a confronto coi moderni M16 da poco adottati dalle forze armate statunitensi: l'abilità di Oswald, secondo il sergente, derivava proprio dall'addestramento militare ricevuto nel Corpo dei Marines.

## Neglianni di piombo
A cavallo degli anni '70 e '80 il Ministero della difesa e quello dell'interno, temendo che le varie organizzazioni terroristiche di destra e di sinistra potessero assaltare i depositi dell'esercito (pratica già eseguita da simili organizzazioni nel mondo), ordinarono la distruzione e la disattivazione di migliaia di fucili Carcano custoditi negli arsenali militari e della polizia.

## Produttori principali
I produttori più rilevanti furono:
- Società Anonima Revelli Manifattura Armi Guerra (Armaguerra) di Cremona
- Fabbrica d'armi Pietro Beretta di Gardone Val Trompia (Beretta Gardone)
- Fabbrica Nazionale Armi di Brescia (F.N.A.)
- Fabbrica Armi Regio Esercito di Gardone Val Trompia (Gardone V.T.)
- Fabbrica d'Armi Pietro Lorenzotti di Brescia (Pietro Lorenzotti)
- Società Metallurgica Bresciana già Tempini (MBT)
- Manifattura Italiana D'Armi (MIDA) di Brescia
- Napoleone e Vittorio Castelli di Brescia (NeVC-B)
- Fabbrica Armi Regio Esercito di Roma (Roma)
- Fabbrica Armi Regio Esercito di Terni (Terni)
- Regia Fabbrica d'Armi di Torino (Torino)
- Regia Fabbrica d'Armi di Brescia (Brescia)
- Regia Fabbrica d'Armi di Torre Annunziata (Torre Annunziata)

## Utilizzatori
- Albania[23]
- Regno di Bulgaria[24]
- Impero giapponese[23]
- Finlandia[23]
- Italia[24]
  -  Regno d'Italia
  -  Repubblica Sociale Italiana
  -  Repubblica Italiana
- Germania nazista[25][26]
- Esercito Nazionale di Liberazione Libico[27]
- Partigiani jugoslavi[28]
- Regno di Grecia